# Course en ligne masculine des moins de 23 ans aux championnats du monde de cyclisme sur route 2015
Navigation
Ponferrada 2014 Doha 2016
La course en ligne masculine des moins de 23 ans aux championnats du monde de cyclisme sur route 2015 a lieu le 25 septembre 2015 à Richmond, aux États-Unis.

## Classement
|                           | Coureur                     | Pays             | Temps           |
| ------------------------- | --------------------------- | ---------------- | --------------- |
| Médaille d'or, monde      | Kévin Ledanois              | France           | 3 h 54 min 45 s |
| Médaille d'argent, monde  | Simone Consonni             | Italie           | + 0 s           |
| Médaille de bronze, monde | Anthony Turgis              | France           | + 2 s           |
| 4                         | Gianni Moscon               | Italie           | + 2 s           |
| 5                         | Alexander Kamp              | Danemark         | + 5 s           |
| 6                         | Fabian Lienhard             | Suisse           | + 5 s           |
| 7                         | Michal Schlegel             | Tchéquie         | + 5 s           |
| 8                         | Lucas Gaday                 | Argentine        | + 5 s           |
| 9                         | Adam de Vos                 | Canada           | + 10 s          |
| 10                        | Lennard Kämna               | Allemagne        | + 12 s          |
| 11                        | Merhawi Kudus               | Érythrée         | + 12 s          |
| 12                        | Tom Bohli                   | Suisse           | + 12 s          |
| 13                        | Jack Haig                   | Australie        | + 12 s          |
| 14                        | Tim Kerkhof                 | Pays-Bas         | + 13 s          |
| 15                        | Mihkel Räim                 | Estonie          | + 13 s          |
| 16                        | Michał Paluta               | Pologne          | + 13 s          |
| 17                        | Benjamin Declercq           | Belgique         | + 13 s          |
| 18                        | Jakub Kaczmarek             | Pologne          | + 13 s          |
| 19                        | Maxime Farazijn             | Belgique         | + 13 s          |
| 20                        | Miguel Ángel Benito         | Espagne          | + 16 s          |
| 21                        | Alexander Wachter           | Autriche         | + 16 s          |
| 22                        | Sam Oomen                   | Pays-Bas         | + 16 s          |
| 23                        | Twan Brusselman             | Pays-Bas         | + 16 s          |
| 24                        | Imanol Estévez              | Espagne          | + 24 s          |
| 25                        | Rok Korošec                 | Slovénie         | + 24 s          |
| 26                        | Benjamin Perry              | Canada           | + 24 s          |
| 27                        | Lucas Eriksson              | Suède            | + 24 s          |
| 28                        | Felix Großschartner         | Autriche         | + 24 s          |
| 29                        | Søren Kragh Andersen        | Danemark         | + 24 s          |
| 30                        | Sebastian Schönberger       | Autriche         | + 24 s          |
| 31                        | Ignacio Prado               | Mexique          | + 29 s          |
| 32                        | Fabien Grellier             | France           | + 29 s          |
| 33                        | Stylianós Farantákis        | Grèce            | + 29 s          |
| 34                        | Josip Rumac                 | Croatie          | + 35 s          |
| 35                        | Jan Dieteren                | Allemagne        | + 37 s          |
| 36                        | Dylan Page                  | Suisse           | + 37 s          |
| 37                        | Laurens De Plus             | Belgique         | + 37 s          |
| 38                        | Truls Engen Korsæth         | Norvège          | + 37 s          |
| 39                        | Nuno Bico                   | Portugal         | + 37 s          |
| 40                        | David Per                   | Slovénie         | + 37 s          |
| 41                        | Cristian Raileanu           | Moldavie         | + 37 s          |
| 42                        | Anders Skaarseth            | Norvège          | + 48 s          |
| 43                        | Metkel Eyob                 | Érythrée         | + 48 s          |
| 44                        | Héctor Sáez                 | Espagne          | + 48 s          |
| 45                        | Yuri Kobashi                | Japon            | + 48 s          |
| 46                        | Samir Jabrayilov            | Azerbaïdjan      | + 48 s          |
| 47                        | Erik Baška                  | Slovaquie        | + 48 s          |
| 48                        | Daniel Eaton                | États-Unis       | + 48 s          |
| 49                        | Gašper Katrašnik            | Slovénie         | + 48 s          |
| 50                        | Nils Politt                 | Allemagne        | + 48 s          |
| 51                        | Michael Gogl                | Autriche         | + 59 s          |
| 52                        | Oliviero Troia              | Italie           | + 1 min 3 s     |
| 53                        | Josten Vaidem               | Estonie          | + 1 min 7 s     |
| 54                        | Sergey Luchshenko           | Kazakhstan       | + 1 min 9 s     |
| 55                        | Rui Carvalho                | Portugal         | + 1 min 12 s    |
| 56                        | Nick Schultz                | Australie        | + 1 min 12 s    |
| 57                        | Ildar Arslanov              | Russie           | + 1 min 12 s    |
| 58                        | Amanuel Gebrezgabihier      | Érythrée         | + 1 min 12 s    |
| 59                        | Hugo Hofstetter             | France           | + 1 min 12 s    |
| 60                        | Guy Gabay                   | Israël           | + 1 min 12 s    |
| 61                        | Toshiki Omote               | Japon            | + 1 min 12 s    |
| 62                        | Yevgeniy Gidich             | Kazakhstan       | + 1 min 12 s    |
| 63                        | Ryan Gibbons                | Afrique du Sud   | + 1 min 12 s    |
| 64                        | Daan Myngheer               | Belgique         | + 1 min 12 s    |
| 65                        | Maximilian Schachmann       | Allemagne        | + 1 min 12 s    |
| 66                        | Davide Martinelli           | Italie           | + 1 min 12 s    |
| 67                        | Gregor Mühlberger           | Autriche         | + 1 min 12 s    |
| 68                        | Artem Nych                  | Russie           | + 1 min 12 s    |
| 69                        | Roman Kustadinchev          | Russie           | + 1 min 17 s    |
| 70                        | James Oram                  | Nouvelle-Zélande | + 1 min 20 s    |
| 71                        | Anass Aït El Abdia          | Maroc            | + 1 min 25 s    |
| 72                        | José Luis Rodríguez Aguilar | Chili            | + 1 min 25 s    |
| 73                        | Daniel Hoelgaard            | Norvège          | + 1 min 25 s    |
| 74                        | Odd Christian Eiking        | Norvège          | + 1 min 25 s    |
| 75                        | Wilmar Paredes              | Colombie         | + 1 min 25 s    |
| 76                        | Oleg Zemlyakov              | Kazakhstan       | + 1 min 25 s    |
| 77                        | Lennard Hofstede            | Pays-Bas         | + 1 min 48 s    |
| 78                        | Harry Carpenter             | Australie        | + 2 min 8 s     |
| 79                        | Patrick Müller              | Suisse           | + 2 min 20 s    |
| 80                        | Juan Felipe Osorio          | Colombie         | + 2 min 22 s    |
| 81                        | Marcus Fåglum               | Suède            | + 2 min 49 s    |
| 82                        | Nathan Van Hooydonck        | Belgique         | + 3 min 2 s     |
| 83                        | Adrian Banaszek             | Pologne          | + 3 min 2 s     |
| 84                        | Dion Smith                  | Nouvelle-Zélande | + 3 min 2 s     |
| 85                        | Daniel Turek                | Tchéquie         | + 3 min 31 s    |

|     | Coureur                   | Pays              | Temps         |
| --- | ------------------------- | ----------------- | ------------- |
| 86  | Josef Černý               | Tchéquie          | + 3 min 31 s  |
| 87  | Logan Owen                | États-Unis        | + 3 min 32 s  |
| 88  | Leonardo Basso            | Italie            | + 3 min 34 s  |
| 89  | Jayde Julius              | Afrique du Sud    | + 3 min 34 s  |
| 90  | Colin Joyce               | États-Unis        | + 4 min 11 s  |
| 91  | Markus Hoelgaard          | Norvège           | + 4 min 25 s  |
| 92  | Owain Doull               | Royaume-Uni       | + 4 min 40 s  |
| 93  | Michael Carbel Svendgaard | Danemark          | + 4 min 40 s  |
| 94  | Krists Neilands           | Lettonie          | + 4 min 40 s  |
| 95  | Gustav Höög               | Suède             | + 5 min 17 s  |
| 96  | Davide Ballerini          | Italie            | + 5 min 42 s  |
| 97  | Bonaventure Uwizeyimana   | Rwanda            | + 6 min 11 s  |
| 98  | Théry Schir               | Suisse            | + 6 min 53 s  |
| 99  | Sebastián Rodríguez       | Équateur          | + 8 min 14 s  |
| 100 | Fabrizio Von Nacher       | Mexique           | + 8 min 51 s  |
| 101 | Juraj Bellan              | Slovaquie         | + 9 min 46 s  |
| 102 | Stepan Astafyev           | Kazakhstan        | + 9 s 46      |
| 103 | Esteban Villareal         | Équateur          | + 9 s 46      |
| 104 | João Rodrigues            | Portugal          | + 10 min 44 s |
| 105 | Abderrahmane Mansouri     | Algérie           | + 10 s 44     |
| 106 | Aksel Nõmmela             | Estonie           | + 10 min 44 s |
| 107 | Ludvig Bengtsson          | Suède             | + 10 min 44 s |
| 108 | Edward Dunbar             | Irlande           | + 10 min 44 s |
| 109 | Adil Barbari              | Algérie           | + 10 min 44 s |
| 110 | Dmitriy Lukyanov          | Kazakhstan        | + 10 min 44 s |
| 111 | Mamyr Stash               | Russie            | + 11 min 6 s  |
| 112 | Jonas Gregaard            | Danemark          | + 11 s 6      |
| 113 | Ľuboš Malovec             | Slovaquie         | + 11 min 6 s  |
| 114 | Franck Bonnamour          | France            | + 11 min 49 s |
| 115 | Hayden McCormick          | Nouvelle-Zélande  | + 11 min 49 s |
| 116 | Juan Ignacio Curuchet     | Argentine         | + 12 min 4 s  |
| 117 | Roy Goldstein             | Israël            | + 14 min 27 s |
| 118 | Yonas Tekeste             | Érythrée          | + 14 min 27 s |
| 119 | Tao Geoghegan Hart        | Royaume-Uni       | + 15 min 19 s |
| 120 | Ruben Guerreiro           | Portugal          | + 15 min 19 s |
| 121 | Aviv Yechezkel            | Israël            | + 15 min 19 s |
| 122 | Yūma Koishi               | Japon             | + 15 min 41 s |
| 123 | Jhonatan Ospina           | Colombie          | + 16 min 38 s |
| 124 | Tyler Williams            | États-Unis        | + 16 min 38 s |
| 125 | Valens Ndayisenga         | Rwanda            | + 17 min 1 s  |
| 126 | Scott Davies              | Royaume-Uni       | + 17 s 1      |
| 127 | Alex Peters               | Royaume-Uni       | + 17 s 1      |
| 128 | Alejandro Morales         | Chili             | + 17 s 8      |
| 129 | Tom Wirtgen               | Luxembourg        | + 17 s 45     |
| 130 | Salvador Martínez         | Salvador          | + 23 s 19     |
|     | Jonas Koch                | Allemagne         | DNF           |
|     | Martin Laas               | Estonie           | DNF           |
|     | Marlen Zmorka             | Ukraine           | DNF           |
|     | Sergiy Kozachenko         | Ukraine           | DNF           |
|     | Nigel Ellsay              | Canada            | DNF           |
|     | Ruslan Giliazov           | Russie            | DNF           |
|     | Alexander Cataford        | Canada            | DNF           |
|     | Marc Fournier             | France            | DNF           |
|     | Suguru Tokuda             | Japon             | DNF           |
|     | Mads Würtz Schmidt        | Danemark          | DNF           |
|     | Caio Godoy                | Brésil            | DNF           |
|     | Gregory Daniel            | États-Unis        | DNF           |
|     | Xabier San Sebastián      | Espagne           | DNF           |
|     | Rustom Lim                | Philippines       | DNF           |
|     | Atsushi Oka               | Japon             | DNF           |
|     | Álvaro Hodeg              | Colombie          | DNF           |
|     | Jean Bosco Nsengimana     | Rwanda            | DNF           |
|     | Gabriel Cullaigh          | Royaume-Uni       | DNF           |
|     | Nikolay Cherkasov         | Russie            | DNF           |
|     | František Sisr            | Tchéquie          | DNF           |
|     | Andrej Petrovski          | Macédoine du Nord | DNF           |
|     | Fridtjof Røinås           | Norvège           | DNF           |
|     | Dominic Perez             | Philippines       | DNF           |
|     | Sebastián Molano          | Colombie          | DNF           |
|     | Dominique Mayho           | Bermudes          | DNF           |
|     | Miles Scotson             | Australie         | DNF           |
|     | Jhon Mark Camingao        | Philippines       | DNF           |
|     | Jefferson Cepeda          | Équateur          | DNF           |
|     | Oskar Nisu                | Estonie           | DNF           |
|     | Gerardo Medina            | Mexique           | DNF           |
|     | Nassim Saidi              | Algérie           | DNF           |
|     | Narankhuu Bat Erdene      | Mongolie          | DNF           |
|     | Abderrahmane Bechlaghem   | Algérie           | DNF           |
|     | Omer Goldstein            | Israël            | DNF           |
|     | Nicholas Dlamini          | Afrique du Sud    | DNF           |
|     | Nikolai Shumov            | Biélorussie       | DNF           |
|     | Jhonatan Restrepo         | Colombie          | DNF           |
|     | Elias Abou Rachid         | Liban             | DNF           |
|     | Steven Lammertink         | Pays-Bas          | DNF           |
|     | Alistair Donohoe          | Australie         | DSQ           |